# Geoffrey Farmer
Geoffrey Farmer (* 1967 in Vancouver) ist ein kanadischer Installationskünstler.

## Werk
Für die Arbeit The Last two Million Years (2007) von Geoffrey Farmer wurde eine Serie ausgeschnittener Bilder aus einem gleichnamigen Reader’s Digest zu dreidimensionalen Objekten, indem sie auf verschiedenartigen Sockeln präsentiert wurden. The Surgeon and the Photographer ist eine zweite Arbeit aus der Trilogie. Leaves of Grass (2012), die auf der dOCUMENTA (13) gezeigte Arbeit, bestand aus 16.000 Figuren, die aus dem Magazin Life ausgeschnitten wurden. Jedes Foto wurde auf einem Grashalm montiert.
Die Installation A way out of the mirror von Farmer wurde 2017 im kanadischen Pavillon auf der 57. Biennale di Venezia ausgestellt.
Geoffrey Farmer wurde gemeinsam mit Duane Linklater mit dem Be3Dimensional Innovation Fund ausgezeichnet.
2017 wurden Arbeiten Farmers im Schinkel-Pavillon in Berlin gezeigt, darunter die Installation Boneyard Index, die Abbildungen aus der von den Mailändern Brüdern Fabbri in den 1960er Jahren produzierten Heftserie I Maestri della Scultura verarbeitete.